# Maret-Mai Otsa-Višnjova
Maret-Mai(e) Otsa-Višnjova (Kohtla-Järve, 22 februari 1931 – Jõhvi 2 mei 2020) was een basketbalspeelster die uitkwam voor het nationale team van de Sovjet-Unie.

## Carrière
Višnjova speelde in haar carrière voor Tartu Ülikool van 1951 tot 1963 en was speler-coach voor Dinamo Minsk van 1964 tot 1967. Met Tartu werd ze drie keer tweede om het landskampioenschap van de Sovjet-Unie in 1957, 1958 en 1959.
Met het nationale team van de Sovjet-Unie won Višnjova goud in 1959 op het Wereldkampioenschap en vier keer goud op het Europees Kampioenschap in 1952, 1954, 1956 en 1960 en zilver in 1958.

## Privé
Ze was getrouwd met Viktor Višnjov.

## Erelijst
- Landskampioen Sovjet-Unie:
  - Tweede: 1957, 1958, 1959
- Wereldkampioenschap: 1
  - Goud: 1959
- Europees Kampioenschap: 4
  - Goud: 1952, 1954, 1956, 1960
  - Zilver: 1958